# Aleksandr Kazàntsev
Aleksandr Kazàntsev   (Astanà, 2 de setembre de 1906 - Peredelkino, 13 de setembre de 2002) fou un escriptor de ciència-ficció, ufòleg i compositor d'escacs soviètic i rus.

## Biografia
Va néixer el 2 de setembre de 1906 a Akmólinsk (actualment Astanà). Es graduà a l'Institut Tecnològic Siberià. El gener de 1930 va anar a treballar a la planta metal·lúrgica de Beloretsk, on immediatament es va convertir en el mecànic en cap de la planta metal·lúrgica. “Va ser allà, a la meva planta preferida, on vaig passar per una autèntica escola d'enginyeria”.
El 1939 va ser l'enginyer en cap del departament industrial del pavelló soviètic a l'Exposició Universal de Nova York. Va escriure el seu primer assaig sobre aquesta exposició (Novi mir, 1939, núm. 12).
Va participar en la Gran Guerra Patriòtica. Va passar de soldat ras a coronel, va inventar una tanqueta controlada per cables, que es va utilitzar per trencar el setge de Leningrad (al turó Poklónnaia, al Museu de la Gran Guerra Patriòtica, se'n presenta una còpia). El 1941 era enginyer militar del 39è batalló d'enginyers de reserva, comandant del batalló de la unitat militar 5328, enginyer en cap de la planta, empleat de l'Institut de Recerca núm. 627 (VNIIEM). Des de 1942, va ser el cap d'un grup de treball especial de la Direcció Principal d'Enginyeria Militar de l'Exèrcit sota el comandant adjunt del Front de Crimea. Va provar noves tecnologies. Des de 1945, va ser un representant autoritzat del Comitè de Defensa de l'Estat sota el 26è Exèrcit del 3r Front d'Ucraïna: va desmantellar fàbriques a Àustria i les va enviar a l'URSS com a part de les reparacions de guerra.

### Inici de l'activitat literària
Va debutar en la ciència-ficció l'any 1936, ocupant el primer lloc en un competició de guió amb el guió de la pel·lícula de ciència-ficció "Arenida" escrit juntament amb el director de la Casa de Científics de Leningrad, que més tard es va convertir en la base argumental de la novel·la "Illa en flames", rus: Пылающий остров Pilaiusxi óstrov.
La publicació de la novel·la (el 1940-1941 se'n va publicar la continuació al diari Pionérskaia Pravda) va ser l'inici de la carrera literària de 60 anys d'Aleksandr Kazàntsev. Ja el 1941 es va publicar un fragment de la seva novel·la "Pont àrtic", rus: Арктический мост Arktítxeski most, novel·la fantàstica sobre la construcció d'un túnel submarí flotant a través de l'oceà Àrtic (publicada íntegrament el 1946). El 1952 es va publicar "Espigó del nord", rus: Мол "Северный" Mol "Séverni" (revisada el 1956 en la novel·la "Somni polar", rus: Полярная мечта Poliàrnaia metxta i el 1970 en la novel·la "El sol submarí", rus: Подводное солнце Podvodnoie solntse), i el 1964 la novel·la "El retorn del gel", rus: Льды возвращаются Ldi vozvrasxàiutsia. La novel·la curta "El planeta de les tempestes", rus: Планета бурь Planeta bur (1959, coneguda també com a "Néts de Mart", rus: Внуки Марса Vnuki Marsa) va ser duta al cinema per Pàvel Kluixàntsev el 1962 amb el mateix títol.
Després de la publicació de la revolucionària "Nebulosa d'Andròmeda" d'Ivan Iefrémov, es van produir grans canvis en la literatura de ciència-ficció soviètica, que Kazàntsev va sentir, però que estèticament i ideològicament no va poder acceptar i, per tant, va prendre una postura de conservadorisme actiu, a la qual es va adherir constantment durant la resta de la seva vida. A finals dels anys setanta i principis dels vuitanta, Kazàntsev va ser de fet un dels revisors del Comitè Estatal de Publicació de la RSFSR (Roskomizdat) en el camp de la ciència-ficció.
El 31 d'octubre de 1958, a iniciativa de Kazàntsev, l'assemblea d'escriptors de Moscou va adoptar una dura redacció d'una resolució que condemnava Borís Pasternak: "Aquí, en forma de pregunta, queda:" qui el necessita? per treure una conclusió".
Aleksandr Kazàntsev va ser l'únic escriptor que es va pronunciar activament en defensa de la memòria d'Ivan Iefrémov després de les escorcolls que el KGB va fer sis mesos després de la mort de l'escriptor al seu apartament.

### Publicacions de divulgació científica
Kazàntsev va mostrar un gran interès pels misteris de la ciència i els va interpretar a la seva manera. Va publicar una sèrie d'articles, assaigs i obres de ficció que tracten el misteri del meteorit de Tunguska ("Explosió", "Convidat de l'espai", "Catàstrofe de Tunguska: 60 anys de conjectures i polèmica" En ells, expressava la versió que el meteorit era en realitat una nau alienígena que va explotar en aterrar. Kazàntsev va assenyalar les similituds entre l'explosió nuclear a Hiroshima i l'explosió d'un meteorit, que, al seu parer, testimoniava a favor de la naturalesa artificial d'aquest cos. Fins ara, però, no s'ha trobat cap evidència d'un accident OVNI.
A més, Kazàntsev estava interessat en la hipòtesi del paleocontacte. Va recollir informació sobre llegendes i troballes arqueològiques que podien confirmar aquesta hipòtesi i va escriure articles i assaigs. Kazàntsev és considerat un dels pioners de la ufologia soviètica

### Anys posteriors
El retorn de Kazàntsev a l'obra literària activa va tenir lloc a principis dels anys setanta. Durant aquest període, va escriure les novel·les "Més fort que el temps", rus: Сильнее времени Silneie vremeni (1973), "Els faetians", rus: Фаэты Faeti (1974),"La cúpula de l'esperança", rus: Купол Надежды Kúpol Nadejdi (1980), que encara se sostenien estrictament des del punt de vista ideològic. En aquest moment, es van publicar diverses obres seleccionades de Kazàntsev, i ell mateix es va convertir en un dels "motors" actius de l'anomenada escola de ciència-ficció Guàrdia Jove.
El 1981, Kazantsev va publicar la seva autobiografia "Línia de punts de records", rus: Пунктир воспоминаний Punktir vospominani, un document típic del qual hom es pot fer una idea de quin paper es va assignar l'escriptor en la història de la ciència i la literatura. El mateix any, Kazàntsev va rebre el Premi Aelita per la seva contribució al desenvolupament de la ciència-ficció.
Aquesta autobiografia diu que Kazàntsev va organitzar una reunió d'escriptors de Moscou amb el físic Niels Bohr. En la mateixa autobiografia, l'escriptor afirma que les idees de Tsiolkovski sobre el reassentament indispensable de la ment a l'Univers van tenir una gran influència en ell.
A la dècada de 1980, Kazàntsev va publicar novel·les sobre Pierre de Fermat ("Més esmolat que una espasa", rus: Острее шпаги Ostreie xpagui 1984) i Cyrano de Bergerac ("El buit que bull", rus: Клокочущая пустота Klokótxusxaia pustota 1986), on intenta combinar les seves habituals idees fantàstiques amb l'entorn d'una novel·la històrica "mosquetera". Les obres dels anys següents encaixen bé en els temes ja dominats per ell; es tracta de la trilogia d'utopies comunistes "El secret de zero", rus: Тайна нуля Taina núlia, "El Don Quixots de l'Univers", rus: Донкихоты Вселенной Donkikhoti Vselénnoi i "Un mil·lenni després", rus: Спустя тысячелетие Spustià tissiatxelétie (reeditada el 1997), la dilogia "Altres mons", rus: Иномиры Inomiri (1997) i la dilogia de ficció històrica "L'estrella de Nostradamus", rus: Звезда Нострадамуса Zvezdà Nostradàmussa (2000). El 2001, també es va publicar la novel·la autobiogràfica de fantasia "Fantast", rus: Фантаст, en coautoria amb el seu fill Nikita Kazàntsev.
Kazàntsev va propagar el vegetarianisme com la dieta del futur. Aquesta visió va fluir en la seva obra literària. En el segon volum de la seva trilogia Els faetians, publicat l'any 1978, un marcià que va viure fa milers d'anys és concebut a la Terra; algú li porta menjar, i llavors diu: “Va mirar ansiós els plats. Dal va traduir les seves paraules: "Us demano que entengueu que els marcians no mengen cadàvers." La Tània es va avergonyir: "Com, com! Aquests són productes sintètics. A la Terra, igual que tu a Mart, la gent ha après a fer proteïnes nutritives artificials." - "Sabia que seria així", va somriure el convidat i es va posar amb cura un trosset a la boca."
L'escriptor de 93 anys va dir el 1999:
| «                                                                            | Jo era i segueixo sent comunista, voto només pel Partit Comunista de la Federació Russa: no tenia por de les amenaces i prohibicions, els seus líders no es van afanyar a dividir la propietat de la gent, no van robar, no van construir palaus... < ...> Qualsevol poder centrat en els diners és la mort. <…> La victòria del treball és inevitable. Qui digui el contrari menteix. | » |
| — Газета Советская Россия, 16 de novembre de 1999, núm. 134 (11877), pàg. 3. | |   |

Kazàntsev va morir als 97 anys el 13 de setembre de 2002 a la seva datxa de Peredélkino. Va ser enterrat a Moscou al cementiri de Vvedénskoie (secció 25).

## Composició d'escacs
A.P. Kazàntsev també era conegut com a compositor d'escacs. Des de 1926 va publicar 70 estudis. De 1951 a 1965 va ser president de la comissió de composició d'escacs de la Federació d'escacs de l'URSS, de 1956 a 1965 va ser vicepresident de la comissió permanent de composició d'escacs de la FIDE. El 1956 va esdevenir Jutge Internacional per Composicions d'escacs. Finalment, el 1975, se li va concedir el títol de Mestre Internacional de Composició d'Escacs.
A continuació es mostra un dels estudis més famosos de Kazàntsev.
|   | a | b | c | d | e | f | g | h |   |
| 8 | f7 negres peó · g7 blanques rei · f6 blanques peó · g6 negres alfil · a5 blanques peó · e5 blanques peó · b4 negres peó · e4 negres rei · b3 negres cavall | f7 negres peó · g7 blanques rei · f6 blanques peó · g6 negres alfil · a5 blanques peó · e5 blanques peó · b4 negres peó · e4 negres rei · b3 negres cavall | f7 negres peó · g7 blanques rei · f6 blanques peó · g6 negres alfil · a5 blanques peó · e5 blanques peó · b4 negres peó · e4 negres rei · b3 negres cavall | f7 negres peó · g7 blanques rei · f6 blanques peó · g6 negres alfil · a5 blanques peó · e5 blanques peó · b4 negres peó · e4 negres rei · b3 negres cavall | f7 negres peó · g7 blanques rei · f6 blanques peó · g6 negres alfil · a5 blanques peó · e5 blanques peó · b4 negres peó · e4 negres rei · b3 negres cavall | f7 negres peó · g7 blanques rei · f6 blanques peó · g6 negres alfil · a5 blanques peó · e5 blanques peó · b4 negres peó · e4 negres rei · b3 negres cavall | f7 negres peó · g7 blanques rei · f6 blanques peó · g6 negres alfil · a5 blanques peó · e5 blanques peó · b4 negres peó · e4 negres rei · b3 negres cavall | f7 negres peó · g7 blanques rei · f6 blanques peó · g6 negres alfil · a5 blanques peó · e5 blanques peó · b4 negres peó · e4 negres rei · b3 negres cavall | 8 |
| 7 | f7 negres peó · g7 blanques rei · f6 blanques peó · g6 negres alfil · a5 blanques peó · e5 blanques peó · b4 negres peó · e4 negres rei · b3 negres cavall | f7 negres peó · g7 blanques rei · f6 blanques peó · g6 negres alfil · a5 blanques peó · e5 blanques peó · b4 negres peó · e4 negres rei · b3 negres cavall | f7 negres peó · g7 blanques rei · f6 blanques peó · g6 negres alfil · a5 blanques peó · e5 blanques peó · b4 negres peó · e4 negres rei · b3 negres cavall | f7 negres peó · g7 blanques rei · f6 blanques peó · g6 negres alfil · a5 blanques peó · e5 blanques peó · b4 negres peó · e4 negres rei · b3 negres cavall | f7 negres peó · g7 blanques rei · f6 blanques peó · g6 negres alfil · a5 blanques peó · e5 blanques peó · b4 negres peó · e4 negres rei · b3 negres cavall | f7 negres peó · g7 blanques rei · f6 blanques peó · g6 negres alfil · a5 blanques peó · e5 blanques peó · b4 negres peó · e4 negres rei · b3 negres cavall | f7 negres peó · g7 blanques rei · f6 blanques peó · g6 negres alfil · a5 blanques peó · e5 blanques peó · b4 negres peó · e4 negres rei · b3 negres cavall | f7 negres peó · g7 blanques rei · f6 blanques peó · g6 negres alfil · a5 blanques peó · e5 blanques peó · b4 negres peó · e4 negres rei · b3 negres cavall | 7 |
| 6 | f7 negres peó · g7 blanques rei · f6 blanques peó · g6 negres alfil · a5 blanques peó · e5 blanques peó · b4 negres peó · e4 negres rei · b3 negres cavall | f7 negres peó · g7 blanques rei · f6 blanques peó · g6 negres alfil · a5 blanques peó · e5 blanques peó · b4 negres peó · e4 negres rei · b3 negres cavall | f7 negres peó · g7 blanques rei · f6 blanques peó · g6 negres alfil · a5 blanques peó · e5 blanques peó · b4 negres peó · e4 negres rei · b3 negres cavall | f7 negres peó · g7 blanques rei · f6 blanques peó · g6 negres alfil · a5 blanques peó · e5 blanques peó · b4 negres peó · e4 negres rei · b3 negres cavall | f7 negres peó · g7 blanques rei · f6 blanques peó · g6 negres alfil · a5 blanques peó · e5 blanques peó · b4 negres peó · e4 negres rei · b3 negres cavall | f7 negres peó · g7 blanques rei · f6 blanques peó · g6 negres alfil · a5 blanques peó · e5 blanques peó · b4 negres peó · e4 negres rei · b3 negres cavall | f7 negres peó · g7 blanques rei · f6 blanques peó · g6 negres alfil · a5 blanques peó · e5 blanques peó · b4 negres peó · e4 negres rei · b3 negres cavall | f7 negres peó · g7 blanques rei · f6 blanques peó · g6 negres alfil · a5 blanques peó · e5 blanques peó · b4 negres peó · e4 negres rei · b3 negres cavall | 6 |
| 5 | f7 negres peó · g7 blanques rei · f6 blanques peó · g6 negres alfil · a5 blanques peó · e5 blanques peó · b4 negres peó · e4 negres rei · b3 negres cavall | f7 negres peó · g7 blanques rei · f6 blanques peó · g6 negres alfil · a5 blanques peó · e5 blanques peó · b4 negres peó · e4 negres rei · b3 negres cavall | f7 negres peó · g7 blanques rei · f6 blanques peó · g6 negres alfil · a5 blanques peó · e5 blanques peó · b4 negres peó · e4 negres rei · b3 negres cavall | f7 negres peó · g7 blanques rei · f6 blanques peó · g6 negres alfil · a5 blanques peó · e5 blanques peó · b4 negres peó · e4 negres rei · b3 negres cavall | f7 negres peó · g7 blanques rei · f6 blanques peó · g6 negres alfil · a5 blanques peó · e5 blanques peó · b4 negres peó · e4 negres rei · b3 negres cavall | f7 negres peó · g7 blanques rei · f6 blanques peó · g6 negres alfil · a5 blanques peó · e5 blanques peó · b4 negres peó · e4 negres rei · b3 negres cavall | f7 negres peó · g7 blanques rei · f6 blanques peó · g6 negres alfil · a5 blanques peó · e5 blanques peó · b4 negres peó · e4 negres rei · b3 negres cavall | f7 negres peó · g7 blanques rei · f6 blanques peó · g6 negres alfil · a5 blanques peó · e5 blanques peó · b4 negres peó · e4 negres rei · b3 negres cavall | 5 |
| 4 | f7 negres peó · g7 blanques rei · f6 blanques peó · g6 negres alfil · a5 blanques peó · e5 blanques peó · b4 negres peó · e4 negres rei · b3 negres cavall | f7 negres peó · g7 blanques rei · f6 blanques peó · g6 negres alfil · a5 blanques peó · e5 blanques peó · b4 negres peó · e4 negres rei · b3 negres cavall | f7 negres peó · g7 blanques rei · f6 blanques peó · g6 negres alfil · a5 blanques peó · e5 blanques peó · b4 negres peó · e4 negres rei · b3 negres cavall | f7 negres peó · g7 blanques rei · f6 blanques peó · g6 negres alfil · a5 blanques peó · e5 blanques peó · b4 negres peó · e4 negres rei · b3 negres cavall | f7 negres peó · g7 blanques rei · f6 blanques peó · g6 negres alfil · a5 blanques peó · e5 blanques peó · b4 negres peó · e4 negres rei · b3 negres cavall | f7 negres peó · g7 blanques rei · f6 blanques peó · g6 negres alfil · a5 blanques peó · e5 blanques peó · b4 negres peó · e4 negres rei · b3 negres cavall | f7 negres peó · g7 blanques rei · f6 blanques peó · g6 negres alfil · a5 blanques peó · e5 blanques peó · b4 negres peó · e4 negres rei · b3 negres cavall | f7 negres peó · g7 blanques rei · f6 blanques peó · g6 negres alfil · a5 blanques peó · e5 blanques peó · b4 negres peó · e4 negres rei · b3 negres cavall | 4 |
| 3 | f7 negres peó · g7 blanques rei · f6 blanques peó · g6 negres alfil · a5 blanques peó · e5 blanques peó · b4 negres peó · e4 negres rei · b3 negres cavall | f7 negres peó · g7 blanques rei · f6 blanques peó · g6 negres alfil · a5 blanques peó · e5 blanques peó · b4 negres peó · e4 negres rei · b3 negres cavall | f7 negres peó · g7 blanques rei · f6 blanques peó · g6 negres alfil · a5 blanques peó · e5 blanques peó · b4 negres peó · e4 negres rei · b3 negres cavall | f7 negres peó · g7 blanques rei · f6 blanques peó · g6 negres alfil · a5 blanques peó · e5 blanques peó · b4 negres peó · e4 negres rei · b3 negres cavall | f7 negres peó · g7 blanques rei · f6 blanques peó · g6 negres alfil · a5 blanques peó · e5 blanques peó · b4 negres peó · e4 negres rei · b3 negres cavall | f7 negres peó · g7 blanques rei · f6 blanques peó · g6 negres alfil · a5 blanques peó · e5 blanques peó · b4 negres peó · e4 negres rei · b3 negres cavall | f7 negres peó · g7 blanques rei · f6 blanques peó · g6 negres alfil · a5 blanques peó · e5 blanques peó · b4 negres peó · e4 negres rei · b3 negres cavall | f7 negres peó · g7 blanques rei · f6 blanques peó · g6 negres alfil · a5 blanques peó · e5 blanques peó · b4 negres peó · e4 negres rei · b3 negres cavall | 3 |
| 2 | f7 negres peó · g7 blanques rei · f6 blanques peó · g6 negres alfil · a5 blanques peó · e5 blanques peó · b4 negres peó · e4 negres rei · b3 negres cavall | f7 negres peó · g7 blanques rei · f6 blanques peó · g6 negres alfil · a5 blanques peó · e5 blanques peó · b4 negres peó · e4 negres rei · b3 negres cavall | f7 negres peó · g7 blanques rei · f6 blanques peó · g6 negres alfil · a5 blanques peó · e5 blanques peó · b4 negres peó · e4 negres rei · b3 negres cavall | f7 negres peó · g7 blanques rei · f6 blanques peó · g6 negres alfil · a5 blanques peó · e5 blanques peó · b4 negres peó · e4 negres rei · b3 negres cavall | f7 negres peó · g7 blanques rei · f6 blanques peó · g6 negres alfil · a5 blanques peó · e5 blanques peó · b4 negres peó · e4 negres rei · b3 negres cavall | f7 negres peó · g7 blanques rei · f6 blanques peó · g6 negres alfil · a5 blanques peó · e5 blanques peó · b4 negres peó · e4 negres rei · b3 negres cavall | f7 negres peó · g7 blanques rei · f6 blanques peó · g6 negres alfil · a5 blanques peó · e5 blanques peó · b4 negres peó · e4 negres rei · b3 negres cavall | f7 negres peó · g7 blanques rei · f6 blanques peó · g6 negres alfil · a5 blanques peó · e5 blanques peó · b4 negres peó · e4 negres rei · b3 negres cavall | 2 |
| 1 | f7 negres peó · g7 blanques rei · f6 blanques peó · g6 negres alfil · a5 blanques peó · e5 blanques peó · b4 negres peó · e4 negres rei · b3 negres cavall | f7 negres peó · g7 blanques rei · f6 blanques peó · g6 negres alfil · a5 blanques peó · e5 blanques peó · b4 negres peó · e4 negres rei · b3 negres cavall | f7 negres peó · g7 blanques rei · f6 blanques peó · g6 negres alfil · a5 blanques peó · e5 blanques peó · b4 negres peó · e4 negres rei · b3 negres cavall | f7 negres peó · g7 blanques rei · f6 blanques peó · g6 negres alfil · a5 blanques peó · e5 blanques peó · b4 negres peó · e4 negres rei · b3 negres cavall | f7 negres peó · g7 blanques rei · f6 blanques peó · g6 negres alfil · a5 blanques peó · e5 blanques peó · b4 negres peó · e4 negres rei · b3 negres cavall | f7 negres peó · g7 blanques rei · f6 blanques peó · g6 negres alfil · a5 blanques peó · e5 blanques peó · b4 negres peó · e4 negres rei · b3 negres cavall | f7 negres peó · g7 blanques rei · f6 blanques peó · g6 negres alfil · a5 blanques peó · e5 blanques peó · b4 negres peó · e4 negres rei · b3 negres cavall | f7 negres peó · g7 blanques rei · f6 blanques peó · g6 negres alfil · a5 blanques peó · e5 blanques peó · b4 negres peó · e4 negres rei · b3 negres cavall | 1 |
|   | a | b | c | d | e | f | g | h |   |

Solució:

1. d5–d6! Na3–b5 Després de 1. … Nc4 2. dxe7 Ke5 3. e8S Bh8 4. h7! a3 5. Kg8 Kxe6 6. Kxh8 Kf7 7. Cd6+! Kf8 8. Nxc4 a2 9. Ne5! a1T 10. Cd7+ Kf7 11. Ne5+ Kf6 12. Cd7+ hi ha escac continu.

2. d6xe7 Kd4–e5 2. d7? Nd6+ 3. Kg8 Nb7 és inútil.

3. e7-e8S! Bf6–h8
 3. e8Q? Nd6+ perd.

4. Kf7–g8 Ke5xe6

5. Kg8xh8 Ke6–f7

6. h6-h7! a4–a3

7. Nb5–d6+ Kf7–f8!

8è. Nd6xb5 a3–a2

9. Nb5–d4! a2–a1T! 9. Cc3? perd després de la subpromoció a1T! 10. Nb5 Kf7 11. Cc7 ràpidament i 9. … a1Q? és ofegat.

10. Cd4–e6+ Kf8–f7

11. Ne6–d8+! Kf7–g6

12. Kh8–g8 Ra1–a8

13. h7–h8S+! Kg6–f6

14. Nh8–f7 taules